# 福克蘭洋流

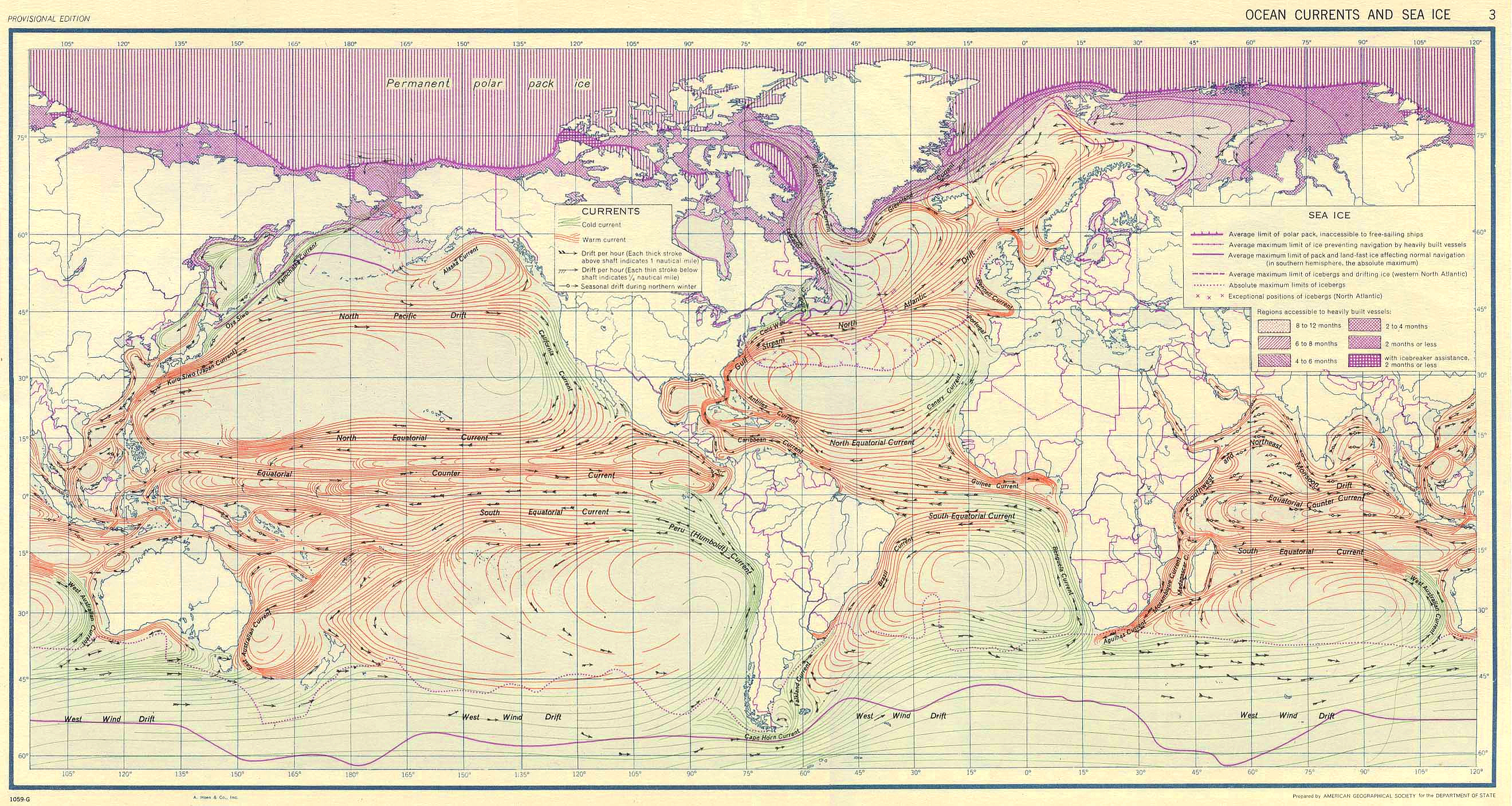
世界洋流概要。

福克蘭洋流（Falkland Current）為一個在巴塔哥尼亞的大西洋沿岸向北流至拉普拉塔河河口的冰凍洋流。福克蘭洋流源於西風漂流（west wind drift），即南極洲環流（Antarctic Circumpolar Current）在遇到合恩角時產生的洋流。該洋流一般溫度約為6℃，鹽度介於33.5-34.5‰。